# 大理衛
大理衛是明代的一個衛所。衛指揮正三品。屬雲南都司，同屬有雲南左衞、雲南右衞、雲南前衞、大理衞 、楚雄衞、臨安衞、景東衞、曲靖衞、金齒衞、洱海衞、蒙化衞、馬隆衞改雲南右護衞革、平夷衞、越州衞、六涼衞、鶴慶千戶所革